# Xantolis siamensis
Xantolis siamensis là một loài thực vật có hoa trong họ Hồng xiêm. Loài này được Harold Roy Fletcher miêu tả khoa học đầu tiên năm 1937 dưới danh pháp Planchonella siamensis. Năm 1957, Pieter van Royen chuyển nó sang chi Xantolis.
Loài này có tại tây nam Thái Lan.